# Lescure-d'Albigeois
Lescure-d'Albigeois is een gemeente in het Franse departement Tarn (regio Occitanie) en telt 3896 inwoners (2005). De plaats maakt deel uit van het arrondissement Albi.

## Geografie
De oppervlakte van Lescure-d'Albigeois bedraagt 14,2 km², de bevolkingsdichtheid is 274,4 inwoners per km².

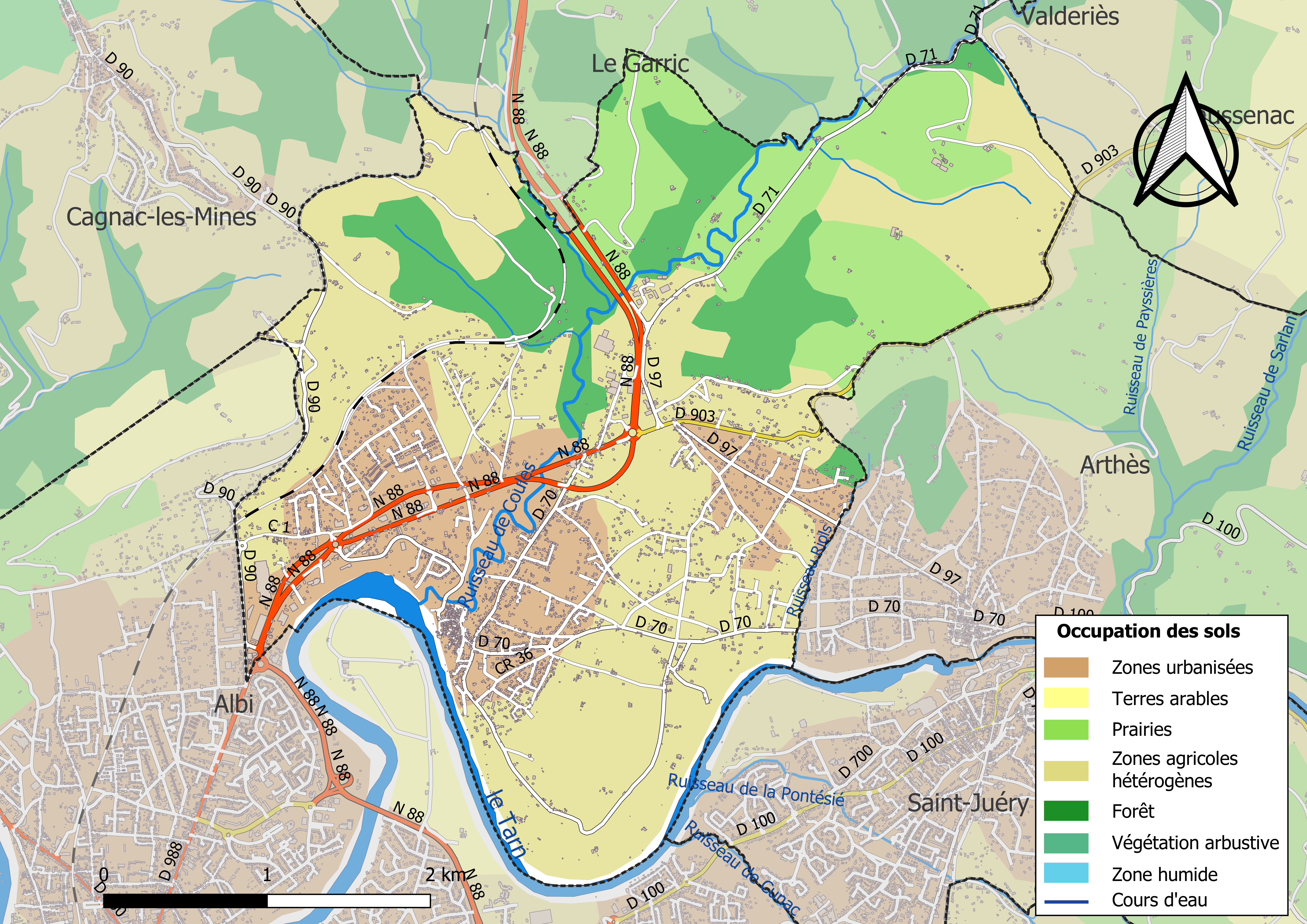
Kaart van de gemeente met de belangrijkste infrastructuur, bodemgebruik en omliggende gemeenten

## Demografie
Onderstaande figuur toont het verloop van het inwonertal (bron: INSEE-tellingen).